# Laufbodenkamera

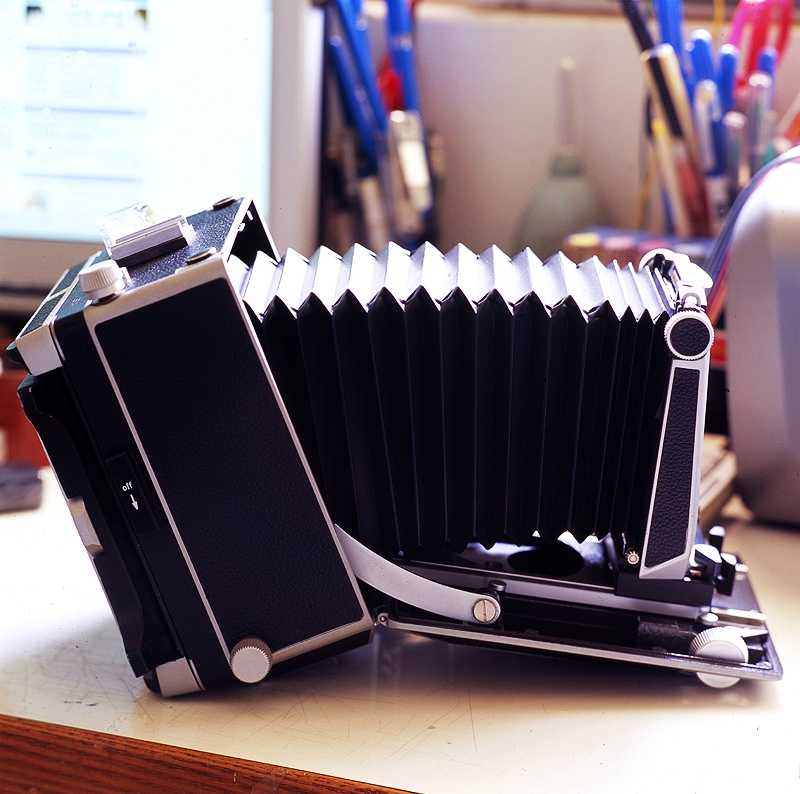
Moderne Laufbodenkamera (Linhof Master 2000)

Laufbodenkameras sind Fotoapparate, deren Frontstandarte (Rahmen mit Objektiv) sich auf Schienen entlang eines aufgeklappten Laufbodens verschieben lässt. 
Es waren in aller Regel Amateur- und Pressekameras, die vor allem in den Jahren 1910 bis 1940 eingesetzt wurden, d. h. vor der Zeit des Kleinbildfilms. Das am häufigsten verwendete Filmformat für Laufbodenkameras ist der Planfilm 4" × 5" (10,16 cm × 12,7 cm). 
Eine Laufbodenkamera ist zusammengeklappt etwa so groß wie ein dickes Buch. Aus der vertikalen Haltung (an Schlaufe oder seltener am Tragriemen) wird die Vorderseite um 90 Grad heruntergeklappt, indem meist ein Entriegelungsknopf gedrückt und der Laufboden an zwei Scharnierstreben genau in der 90-Grad-Position arretiert wird. Auf dem Laufboden lässt sich dann das Objektiv samt seiner Standartenhalterung herausschieben. Der Faltenbalg entfaltet sich. Am Objektiv befindet sich in der Regel die Visiereinrichtung, zumeist ein kleiner Spiegel mit Lupe. Die besseren Laufbodenkameras erlauben auch eine Hochverstellung des Objektivs heraus aus der optischen Achse („Shift“), um die Verzerrung vertikaler Linien bei der Architekturfotografie kleinzuhalten. Weitere Verstellmöglichkeiten können das Verschwenken und Verschieben der Objektivstandarte oder auch der Filmebene sein (z. B. Linhof Technika).
Der Vorteil dieser Bauart ist ein kompaktes und relativ leichtes Gehäuse, das einen guten Schutz für Balgen und Mechanik bietet und trotzdem die Verstellmöglichkeiten einer Fachkamera hat.
Vor dem Aufkommen der 135er Kleinbildkameras waren die Laufbodenkameras für engagierte Amateure das wichtigste Fotogerät. Heute werden moderne Laufbodenkameras als portable Fachkameras vor allem für die Architektur- und Landschaftsfotografie eingesetzt.

Moderne Laufbodenkamera im Format 4 × 5 Zoll (Gandolfi Variant)
Zahlreiche Verstellmöglichkeiten der Front- und Rückstandarte
Im geschlossenen Zustand sind Faltenbalg und Objektiv geschützt